# Procesul de producție al unui film
Producția video,  este un proces complex prin care ideile sunt transformate in film.
Procesul de producție a unui film este un proces tehnologic deosebit, care duce în final la obținerea produsului finit, producția de film.
Producția de film se poate defini ca totalitatea operațiunilor desfășurate din prima zi a pregătirilor pentru realizarea unui film, până în ultima zi din post producție, care are ca final realizarea copiilor standard de exploatare în rețeaua de difuzare (cinematografe).
În realizarea ei se disting următoarele etape principale:
- elaborarea scenariului;
- perioada de pregatire;
- perioada de producție.

## Elaborarea scenariului
Baza realizării unui film este scenariul literar, de fapt fundamentul literar al filmului. Conține descrierea completă, succesivă și concretă a acțiunii viitorului film, constituind în fond esența dramaturgică a acestuia. Poate fi original sau o adaptare pentru film a unei opere literare sau piese de teatru. Se cunoaște și sub denumirea de ecranizare.
Se trece la faza următoare unde regizorul filmului pe baza scenariului literar întocmește scenariul regizoral (sau decupaj) al viitorului film, care este, în esență, o transcriere cinematografică a celui literar. Aici regizorul își expune viziunea sa de ansamblu a subiectului, maniera sa de tratare a tuturor aspectelor hotărâtoare ale filmului. Conține o descriere completă și precisă a fiecărei secvențe, a fiecărui cadru de filmare, durata și lungimea lor, indicații privind locul și timpul acțiunii, metode de filmare, conținutul coloanei sonore privind dialogurile, muzica, efecte sonore speciale și, ce este mai important, cele referitoare la interpretarea actoricească.
În concluzie scenariul regizoral constituie proiectul cinematografic de ansamblu al viitorului film, cuprinzând toate elementele artistice, tehnice și de producție, necesare realizării lui.

## Perioada de pregătire
Este o perioadă importantă în realizarea unui film, întrucât este perioada decisivă care asigură continuitatea procesului de producție, atingerea unor parametrii tehnico-productivi optimi pe parcursul realizării filmului, asigură condițiile realizării filmului la un nivel artistic ridicat.
Se realizează schițele decorurilor și costumelor, se stabilesc obiectele de recuzită, se aleg locațiile de filmare pentru fiecare secvență, se selecționează actorii, se dau probe și încercări ale acestora, se definitivează distribuția, se fac probe de filmare, repetiții cu actorii.
Durata de pregătire este în funcție de caracterul și complexitatea filmului, uneori durând chiar și trei luni.

## Perioada de producție

### Etapa de filmare
Etapa de filmare, este transpunerea pe peliculă a conținutului de idei din scenariul regizoral, la capătul unui proces complex artistic și în același timp industrial.

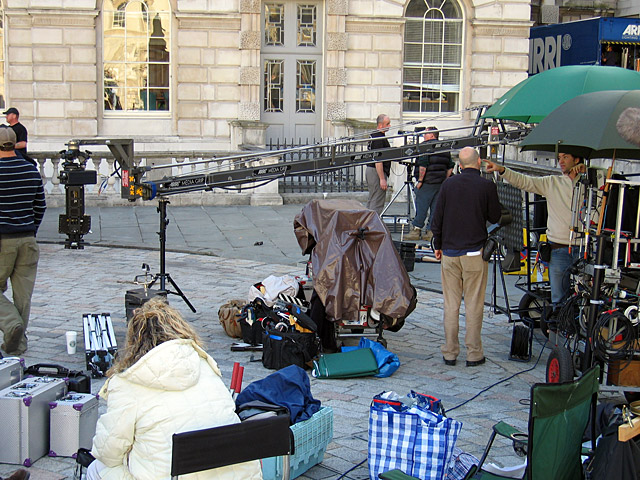
Echipa de filmare la lucru Pe viu

Filmările pot fi făcute în spații special construite și amenajate cunoscute sub denumirea de platouri de filmare (parte compomentă a unui studio cinematografic) sau în natură, pe viu, în locații determinate de conținutul secvențelor impuse de scenariul regizoral. În afara costurilor reduse ale producției, aceste locații naturale permit surprinderea unor aspecte inedite cum ar fi locuri turistice, situri istorice, localități, care sporesc verosimilul scenelor filmate.
Filmările pe platou, pot fi sincrone, mute sau cu play-back. 
Pentru efectuare filmarilor sincrone, unde înregistrarea imaginii se face odată cu înregistrarea sunetului, platoul de filmare este tratat special din punct de vedere acustic și izolat fonic de sursele de zgomot ambiente. Acest tip de filmare se mai cunoaște ca filmare cu priză directă de sunet. Impune de asemeni funcționarea silențioasă a aparaturii de filmare, magnetofoanelor, construire de decoruri cu anumite caracteristici acustice. O importantă condiție este ca aparatul de filmat și magnetofonul să funcționeze sincron, cu viteza corespunzătoare frecvenței normale de filmare de 24 imag/sec. La acest tip filmare pentru a permite punerea în sincron a imaginii cu sunetul aferent acesteia, se folosește un dispozitiv denumit "clachetă". Acesta este un blat de lemn dreptunghiular care la partea inferioară are o bagheta de lemn mobilă; aceasta printr-un impuls brusc cu mâna va face un zgomot scurt. Pe ea este trecut titlul filmului, numărul de ordine al cadrului filmat conform scenariului regizoral și numărul de ordine al variantei filmate (cunoscută sub denumirea de "dublă"), care ajută la indetificare la montaj a materialului filmat. Semnalul sonor produs la filmare prin mânuirea clachetei, fixat vizual pe imagine și sonor pe banda magnetică, constituie reperul punerii în sincron a celor două benzi.
Filmările mute se fac atunci când condițiile tehnice nu îndeplinesc condițiile pentru priză directă sau atunci când protagonoștii trebuiesc dublați (în special la coproducții). Și în această situație se face o inregistrare, denumită "bandă-ghid", care servește ca reper pentru operațiunile ulterioare, de postsincronizare.
Filmarile cu play-back se folosesc în special la filmele muzicale sau cu dansuri, unde acțiunea este în funcție de înregistrarea sonoră.
Filmările în natură urmăresc îmbunătățirea calității artistice a filmului și totodată scăderea costurilor și descongestionarea platourilor de filmare. 
Deseori, studiourile au în imediata lor vecinătate terenuri amenajate ca platouri exterioare. Aici se construiesc decoruri, care uneori se folosesc la mai multe filme (exemplu "orașele " folosite pentru Western-uri) sau prin butaforie se construiesc cetăți antice, statui,etc. Un avanaj al acestor amenajări este și acela că în cazul unor intemperii, se poate trece la filmarea în interior. Iluminarea acestor platouri se face natural, uneori completată și cu cea a refectoarelor sau cu ajutorul unor ecrane refectante numite blende. Aici pentru înregistrare sunetului se foloseste sistemul cu bandă ghid. De menționat că platou exterior poate fi ori și care locație exterioară: o piață a unui oraș, o localitate rurală, un sit istoric și ori ce poate folosi în a reliefa cât mai bine scenariul regizoral și a reduce cheltuielile de producție. Remarc faptul că la filmările în natură se folosesc și diferite efecte speciale ca cele pirotehnice, ceață, fum, praf.
Filmările combinate și trucaje, sunt filmări speciale care duc la îmbunătățirea efectului artistic al producției, care prin diferite metode sau procedee permit obținerea de imagini trucate ca imagini combinate, rezultate prin îmbinarea corespunzatoare a unor elemente componente ale acestora. Exemple sunt multe: un vulcan care erupe, un personaj care se "joacă" cu un desen animat, "omul păianjen", mașini care se transformă în avioane sau rachete, etc.

### Etapa de montaj și sonorizare
Lucrările acestei etape se desfășoară odată cu cele din etapa de filmare. Obișnuit, odată cu terminarea filmarilor avem terminat și montajul brut al imaginii și chiar și al sunetului. Și aceasta deoarece regizorul poate stabili o serie de elemente ale producției și finalizarea ei.
Lucrările de montaj și sonorizare sunt compuse dintr-o serie de operațiuni tehnologice bine determinate, care se desfășoară succesiv.
Postsincronizarea dialogurilor, unde se caută sincronizarea înregistrării sunetului cu imagine filmată, care este proiectată în fața actorului. Se alcătuiește o buclă de film cu secvența în care actorul dialoghează, se proiectează, iar acesta va căuta să rostească cuvintele în timpul mișcării buzelor din imaginea proiectată. (Acest procedeu se folosește și la dublarea actorilor care dialoghează în altă limbă decât cea vorbită în țara respectivă, în loc de traducerea prin inserturi. Are un mare inconvenient, acela ca se pierde expresivitatea verbală a actorului. Una este ca Richard Burton să se prezinte vorbindu-și limba în "Noaptea Iguanei" și alta să-l auzi "vorbind" în românește). Este un sistem greoi, cere multă muncă, însă rezultatele sunt deosebite pentru calitatea filmului. Se face în încăperi special amenajate, cu tratamente acustice bine puse la punct, cu aparatură de foarte bună calitate atât aparatele de proiecție cât și magnetoscoapele (magnetofon special construit pentru a funcționa sincron cu aparatul de proiecție. Aceste încăperi sunt cunoscute sub denumirea de ateliere de postsincronizare.
Postsincronizarea zgomotelor, care este o acțiune de introducere în banda sonoră a filmului de o diversitate de zgomote, corespunzătoare acțiunii sau evenimentelor conținute de imaginea proiectată pe ecran. Unele sunt înregistrate odată cu filmarea, însă altele din varii motive nu sunt posibile. Atunci ele trebuiesc adăugate ulterior. Pot fi tunete, ciripit de păsărele, împușcături, efecte speciale la filme SF,etc.
Înregistrarea muzicii, care și aceasta se adaugă unde cere acțiunea filmului. Ea trebuie să exprime diferite momente ale filmului, diferite stări sufletești ale personajului, punctări ale acțiunii. 
Montajul filmului, sau ansamblarea filmului se face de către regizor, cu ajutorul monteorului (montezei) de film, după scenariul regizoral, secvență cu secvență cu sunetul adecvat înregistrat pe bandă separat (uneori doar parțial mixat), astfel ca după ansamblare filmul să fie definitivat. Se obține astfel ceea ce se numește copie pozitivă de lucru, alcătuită la rândul ei de bobine de circa 300 m, numite acte.
Mixajul sau reînregistrare filmului este procesul final de elaborare a coloanei sonore a filmului. Este un proces complex artistic și tehnic care constă în unirea într-o unică fonogramă, pentru început pe bandă magnetică, a dialogurilor, muzicii și zgomotelor, conținute pe diferite benzi sepatate. Se fac ultimele retușuri în ceea ce privește caracteristica de frecvență a sunetului.
Mixajul se face în încăperi speciale, pot fi cele cele de la postsincron și înregistrarea muzicii, folosindu-se instalațiile acestora:
- -filmfonografe destinate redării benzilor de mixaj;
- -instalație de proiecție destinată proiecției copiei pozitive de lucru;
- -pupitru de mixaj (sau amestec) destinat suprapunerii semnalelor venite de la mai multe filmfonografe;
- -magnetofon destinat înregistrării fonogramei mixate;
- -dispozitiv de actionare sincronă și în fază a filmfonografelor, proiectorului și magnetofonului de înregistrare.

Acesta este o înregistrare monoaurală, cea stereofonică este mai complicată, însă în general ca idee tehnică este identică.
Se poate remarca că în acest proces se realizează dacă este necesar și banda internațională care conține fonograma filmului fără dialoguri și poate fi folosită la dublarea dialogurilor în altă limbă decât cea vorbită de actori.

### Etapa de realizare a copiei standard
Este ultima etapă în realizarea unei producții de film. Acum este realizată copia standard etalon, deci copia pozitivă a filmului pe aceeași purtătoare aflându-se atât imaginea cât și coloana sonoră, fonograma. Pentru obținerea copiei standard etalon se execută următoarele operațiuni:
Filmarea genericului unde în secția de filmări combinate sunt executate textele cu diferite fonduri (secvențe ale filmului, desene animate,etc). Aici vor fi trecut titlul filmului, actorii, regizorul, producătorul, studioul și toți care au contribuit la producția respectivă.
Executarea lucrărilor cu caracter special. Exemplu fondu-ul, procedeu de trecere de la o secvență la alta printr-o pierdere lină a imaginii spre negru și apariția următoarei din negru tot lin. Se realizează chimic prin copiere sau fotooptic.
Transpunerea fotooptică a negativului de sunet operațiune unde se face transpunerea de pe bandă magnetică a sunetului pe negativul filmului, devenind astfel negativ de sunet.
Montajul negativului imagine. După ce s-a realizat mixajul sunet-imagine, copia de lucru montată se transmite atelierului pentru montaj al negativului unde se realizează montarea în ordinea în care aceleași planuri apar în copia de lucru montată, genericul, fondu-urile, etc. Toate montate constituie negativul imagine montat.
Realizarea copiei standard este operațiunea unde laboratorul trece la copierea negativului de imagine și negativului de sunet pe aceeași purtătoare. Tot acum la copiere sunt executate câteva lucrări de corecții și definitivarea unor parametrii ca etalonarea imaginii, adică uniformizarea acoperii luminii, corecția și balansarea culorilor. De asemeni pentru obținerea unei piste de sunet calitativă cu un nivel minim de distorsiuni se determină regimul optim de copiere și developare, metodă numită compensare.
Astfel se obține copia standard etalon a producției de film, gata pentru a fi folosită la realizarea copiilor de film pentru difuzare în sala de cinematograf.

## Realizarea copiilor de film destinate rețelelor de difuzare în cinematografe

### Tirajul copiilor de film
Tirajul copiilor de film se poate defini ca întreg procesul de realizare a copiilor de film pozitive de tip standard care conțin atât imagine, cât și fonogramă (sunet). Totodată se urmărește realizarea copiilor pozitive de tiraj cu calități aproximativ egale cu cele ale copiilor pozitive standard etalon, privind definiția imaginii, calitatea fonogramei, calitatea contrastului, calitatea stabilității și stabilității pe ecran. Copierea se face de regulă numai de pe negativul original.
Mai jos redau pe scurt acest proces în funcție de film: film alb-negru sau film color.
Tirajul copiilor alb-negru se realizează astfel: după negativul original prin copiere se obține un interpozitiv sau lavandă; după acesta tot prin copiere se realizează un internegativ sau contratip; acum urmează trecerea la obținerea de copii pozitive pentru difuzare.
Tirajul copiilor color în mare parte este asemănător. Sunt mai multe scheme de realizare. Mai jos prezint câteva dintre ele.
- Prin utilizarea contratipului color reversibil, care în mare ar fi: negativ color - contratip color revesibil - copie pozitivă color pentru rețea. Această metodă are dezavantajul că imaginea nu oferă o caliate satisfăcătoare sub aspectul definiției și redării culorilor.
- Prin intermediul interpozitivului și internegativului color. Schematic este asemănătoare cu cea de la alb-negru:negativ original color - interpozitiv color - internegativ color - copie pozitivă color pentru difuzare.
- Prin intermediul pozitivelor de selecție alb-negru. Particularitatea constă că în locul interpozitivului color cu ajutorul unor filtre de culoare se realizează trei  pozitive de selecție alb-negru. Apoi acestea se copiază succesiv tot prin aceleași filtre, pe un internegativ color. Cu toate că este un proces complicat, oferă o calitate superioară copiei pozitive pentru rețea.
- Prin metoda hidrotipică cunoscută și sub denumirea de Technicolor. Imagine este excepțională cu calități deosebite de culoare.

### Dublajul filmelor
Din diferite raționamente, uneori pentru un film străin se preferă dublarea dialogurilor într-o anumită limbă. Uneori acest mod se folosește și pentru coproducții internaționale, atunci când actorii vorbesc limbi diferite. Despre acest aspect am mai discutat și la postsincronizarea dialogurilor.
Pentru realizarea tehnologiei dublajului este necesar:
- vizionarea și studierea filmului;
- traducerea primară a dialogului în limba în care se dublează;
- despărțirea copiei de film în fragmente, care ulterior se vor folosi la formare de "bucle" pentru proiectare:*
- adaptarea textului la imaginea proiectată în așa fel ca mișcare buzelor din imagine să se încadreze cu cele ale cuvintelor exprimate în altă limbă de alt actor;
- selecționarea interpreților pentru eroii filmului;
- inregistrare propriu zisă a dialogurilor;

Pentru a produce copia dublată mai sunt necesare încă:
- indentificare zgomotelor lipsă pe banda internațională și adăugare lor din alte surse;
- montajul benzilor de dialog, muzică (existentă pe banda internațională) și zgomote, după care se face pregătirea lor pentru mixaj;
- mixajul în vederea obținerii fonogramei dublajului;
- executarea genericului în limba dublajului;
- executare de copii în noua limbă.

De remarcat că acest proces este costisitor pentru un film artistic și care uneori poate schimba calitatea expresiei artistice. Fiecare actor „vede” personajul în felul său și-l intepretează diferit. Într-un fel se exprimă Cleopatra în replica actriței Liz Taylor, și altfel de actrița Tatiana Samoilova. Fiecare este valoroasă în limba ei.

### Subtitrarea filmelor
Pentru păstrarea nealterată a valorii artistice a filmului și totodată și costuri mici în multiplicarea pentru difuzare, o metodă de înțelegere a dialogurilor unui film străin este cea a subtitrării.
Subtitrarea se poate face prin diverse tehnologii, fiecare implicând avantaje și dezavantaje. Tendința ultimilor ani este, însă, orientarea către materiale și procedee digitale.
Procedeul mecanic unde titrare se face cu niște ștanțe metalice, care conțin traducerea dialogului. Se face cadru cu cadru într-o mașină care transportă sacadat filmul. În prealabil filmul este pregătit prin umidificara emulsiei de film pentru a permite intrarea literelor ștanței. Paralel cu copia pentru ștanțat merge o copie martor pe care traducătorul a însemnat lungimea dialogului cu creion dermatograf, astfel încât operatorul să știe ce ștanță introduce. Acest procedeu se aplică în general atunci când este nevoie de un număr mic de copii.
Procedeul chimic care constă din aplicare unui strat subțire de amestec de ceară cu parafină pe peliculă. Ulterior cu un clișeu metalic ca matriță se îndepărtează stratul protector fără se afecta emulsia. Apoi cu o soluție chimică se atacă emulsia astfel neprotejată; ulterior după indepărtarea argintului metalic vor rămâne literele.
Procedeul fotografic care înseamnă copierea pe negativul intermediar sau pe copiile pozitive a dialogurilor aflate pe o peliculă. Este un procedeu destul de economic și de productivitate care se poate realiza pe mașina de copiat cu mers continuu. Pentru o bună lizibilitate, de obicei, literele au un contur negru.
Procedeul "laser" implică folosirea unui mic proiector conectat la un calculator (de multe ori, portabil); el este îndreptat spre partea de jos a ecranului și trebuie sincronizat cu proiectorul sălii. Procedeul se poate utiliza la copiile de film cu inregistrarea sunetului în sistem numeric; se pot asigura prin el subtitrări în cele mai diverse limbi, eventualele greșeli pot fi corectate imediat. În plus, pelicula peste a cărui proiecție sunt suprapuse subtitrările nu trebuie să întrunească vreo specificație,putându-se utiliza atât pelicule netraduse, cât și altele deja subtitrate într-o anumită versiune, atâta vreme cât "laserul" poate fi proiectat într-un unghi convenabil. Subtitrările de acest gen se produc foarte ușor, pe Internet existând colecții specializate cu conținut gratuit. Dezavantajele sunt claritatea mai scăzută, de multe ori dimensiunile mici ale caracterelor și alte eventuale probleme de codificare pentru limba folosită.

## Vezi și
- Listă de filme produse într-o perioadă mare de timp